# Annie Ebrel
Annie Ebrel (Lohuec, Costes del Nord, 1969) és una cantant bretona. Animadora de fest-noz. hi va aprendre el kan ha diskan, cant tradicional bretó en temps i contra-temps de Marcel Guilloux i Louis Lallour, amb els quals va fer nombrosos concerts arreu de Bretanya fins al 1994. És intèrpret de gwerz, cants populars lligats a l'amor i a la mort. Considerada una de les cantants bretones més polivalents, ha participat també en algunes compilacions de músiques tradicionals bretones. També participà amb Gérard Garcin de la creació Ar Pevare Treizer (1993).
El 1996 va participar en els Transmusicales de Rennes i el 1997 va rebre el Premi de la Creació Artística de la Regió Bretanya al Teatre de la Vila de París, com a part de la gira Veus de Dones del Món. El 1998 participà en el projecte processió celta de Jacques Pellen juntament amb Erik Marchand i Riccardo Del Fra. El 1999 va rebre el Diapasó d'or per l'àlbum Voulouz Loar, interpretat a duo amb el contrabaix Riccardo Del Fra, i participà en el Festival des Vieilles Charrues.

## Discografia
- 1995: Chants en breton, éd. Gwerz Pladenn, distr. Coop Breizh
- 1996: Tre ho ti ha ma hini, éd. Gwerz Pladenn, distr. Coop Breizh
- 1996: Dibenn, amb el grup Dibenn, éd.An Naer Produksion
- 1998: Voulouz Loar/Velluto di luna, amb Riccardo Del Fra, éd. Gwerz Pladenn, distr. Coop Breizh
- 2008: Roudennoù, amb el grup Annie Ebrel Quartet, éd. Coop Breizh
- 2012: Tost a pell, amb Lors Jouin
- 2012: Teir amb Nolùen Le Buhé et Marthe Vassallo
- 2012: Tost a pell, amb Lors Jouin
- 2013: 30 ans de chant